# Väjern
Väjern è un'area urbana della Svezia situata nel comune di Sotenäs, contea di Västra Götaland.
La popolazione rilevata nel censimento 2010 era di 688 abitanti .